# Ч (слово ћирилице)
Слово Ч је двадесет и осмо слово српске ћирилице.